# Шентвид при Гробелнем
Шентвид при Гробелнем (словен. Šentvid pri Grobelnem) је насељено место у општини Шмарје при Јелшах, Савињска регија, Словенија.

## Историја
До територијалне реорганизације у Словенији био је у саставу старе општине Шмарје при Јелшах.

## Становништво
У попису становништва из 2011. године, Шентвид при Гробелнем је имао 198 становника.
| Број становника према пописима | Број становника према пописима | Број становника према пописима |
| ------------------------------ | ------------------------------ | ------------------------------ |
| 1991                           | 2002                           | 2011                           |
| 179                            | 182                            | 198                            |

Напомена: До 1955. исказивано под именом Шент Вид при Гробелнем.